# Robert N. Clayton
Robert N. Clayton (20 de marzo de 1930 – 30 de diciembre de 2017) fue un químico académico canadiense-estadounidense. Él es un distinguido Profesor Emérito de Química, Enrico Fermi, en la Universidad de Chicago. Clayton estudió cosmoquímica y ejerció un cargo en el departamento de ciencias geo-físicas de la universidad. También es miembro de la Academia Nacional de Ciencias y ha sido nombrado miembro de varias sociedades académicas, incluyendo la Royal Society.

## Biografía
Nacido en Hamilton, Ontario, Clayton se graduó de la Universidad de Queen , con licenciatura y maestría. Completó un doctorado en 1955 en el Instituto de Tecnología de California, donde fue mentorado por el geo-químico Samuel Epstein. Su primer cargo académico fue en la Universidad de Penn State. En 1958, ingresó a la facultad de química en la Universidad de Chicago, donde se hizo cargo del laboratorio del Premio Nobel Harold Urey. Desde 1961 hasta su jubilación en 2001, él ocupó cargos en los departamentos de química y geo-física. Dirigió el Instituto Enrico Fermi en la universidad de 1998 a 2001.
En 1981 recibió el V. M. Goldschmidt Premio de la sociedad de geoqímica. Al año siguiente, la Meteoritical Society le otorgó su Leonard Medalla. Clayton ganó el Elliott Cresson Medalla del Instituto Franklin en 1985. Él era el acreedor de la William Bowie Medalla de la Unión Geofísica Americana en 1987. Clayton se convirtió en miembro de la Academia Nacional de Ciencias en 1996 y ganó la J. Lawrence Smith Medalla académica en 2009. Clayton ha sido nombrado miembro de la Royal Society de Londres y la Sociedad Real de Canadá. ganó la Medalla Nacional de Ciencia en el año 2004.